# Andreas IV. Deichmann

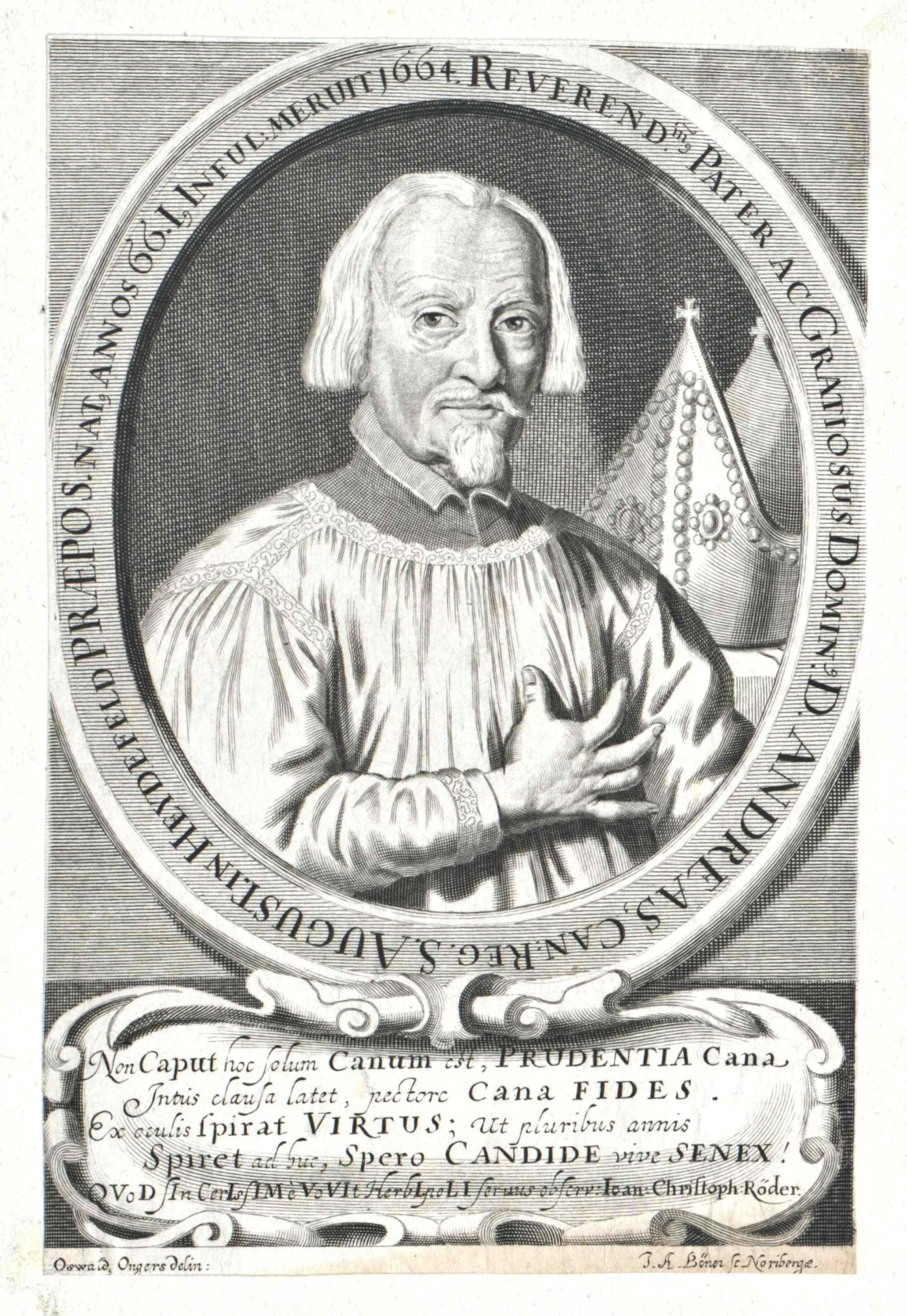
Porträt des Propstes Andreas Deichmann. Kupferstich 1670

Andreas IV. Deichmann (auch Andreas Marcus Deichmann; * um 1604 in Hausen, heute Bad Kissingen; † 1. Februar 1673) war von 1644 bis 1673 Propst des Augustinerchorherrenstiftes in Heidenfeld.

## Heidenfeld vor Deichmann
Die Zeit vor der Wahl des Andreas Deichmann war in Heidenfeld von zwei gegenläufigen Entwicklungen geprägt. Nachdem Propst Johannes VI. Pröbstler der Hexerei angeklagt worden war und schließlich verbrannt wurde, wählten die Chorherren Johannes VII. Molitor zum neuen Vorsteher. Ihm gelang es die hohe Verschuldung, die sein Vorgänger hinterlassen hatte, abzubauen. Er reformierte auch das religiöse Leben in Heidenfeld und Triefenstein.
Gleichzeitig erreichte auch der Dreißigjährige Krieg mit den schwedischen Soldaten unter General Wrangel das Chorherrenstift. 1631 quartierten sie sich in den Baulichkeiten ein, die katholischen Mönche mussten fliehen. Das Kloster wurde der lutherischen Reichsstadt Schweinfurt unterstellt und von den eingesetzten Verwaltern ausgeplündert. Der Vorgänger Deichmanns, Propst Laurentius Wirsing, schaffte es dann, die Schweden davon abzuhalten, das Kloster niederzubrennen.

## Leben

### Frühe Jahre
Andreas Marcus Deichmann wurde um 1604 im heutigen Landkreis Bad Kissingen in Unterfranken, wahrscheinlich im heute zu Bad Kissingen gehörenden Hausen, geboren. Das Dorf war Teil des Hochstifts Würzburg und orientierte sich in Richtung der Bistumsmetropole. Deichmanns Eltern waren Bauern, vielleicht war der damalige Pächter der sogenannten Unteren Saline, Jobst Deichmann aus Münnerstadt, mit dem späteren Propst verwandt. Die grundlegende Schulbildung Deichmanns liegt im Dunklen.
Nach dem Schulabschluss, den Deichmann wohl in einer sogenannten Lateinschule erreicht hatte, zog er nach Würzburg, um die dortige Universität zu besuchen. Hier studierte er Philosophie, Theologie, Recht und Medizin Mit 18 Jahren trat er dem Augustinerchorherrenstift Triefenstein im Spessart bei. Wahrscheinlich wurde Deichmann 1622 eingekleidet. Ein Jahr später, 1623, legte er sein Gelübde ab und feierte die Profeß. Andreas Deichmann wurde im Jahr 1627 Priester in Triefenstein.
Das Stift wurde im Jahr 1631 von den protestantischen Schweden besetzt. Andreas Deichmann musste mit dem Propst Johannes Molitor, nun Vorsteher von Triefenstein, Triefenstein verlassen und beide flohen nach Köln. Nach dem Abzug der Schweden konnten die beiden erst 1634 wieder nach Triefenstein zurückkehren. Nun wirkte Andreas Deichmann als Priester in verschiedenen Pfarreien der Augustiner um Triefenstein, die vom Dreißigjährigen Krieg bedroht waren.

### Als Propst
Als der Heidenfelder Propst Laurentius Wirsing im Mai 1644 verstarb, mussten die Chorherren im mit Triefenstein befreundeten Kloster einen Nachfolger wählen. Der Würzburger Professor Wolfgang Speth brachte Deichmann ins Gespräch, der überraschend zum Propst von Heidenfeld gewählt wurde. Noch 1644 wurde er als Andreas IV. ins Amt eingeführt. Auch in Heidenfeld tobte der Krieg und es herrschte Priestermangel. Deichmann begann, in der Klosterschule zu unterrichten, um neue Geistliche auszubilden.
Heidenfeld hatte mehrere Pfarreien, die bald von den Novizen Deichmanns betreut wurden. Im Jahr 1646 konnte Schwebheim das Geld zurückzahlen, das sich die Gemeinde vom Kloster während der Schwedeneinfälle geliehen hatte. So gelang es Propst Andreas IV., die im Krieg verpfändeten Güter wieder einzulösen. Allerdings besetzten bereits 1647 wiederum Truppen unter General Wrangel die Baulichkeiten in Heidenfeld und plünderten sie.
Propst Andreas Deichmann floh während des Angriffs über die Burg auf dem Zabelstein nach Bamberg, wo er ein Vierteljahr blieb. Nach seiner Rückkehr trat er in Verhandlungen mit Carl Gustav Wrangel ein und lernte den Protestanten auch persönlich schätzen. Deichmann hatte dadurch einen großen Einfluss auf die schwedischen Soldaten, die das Kloster noch immer besetzt hielten und verhinderte weitere Übergriffe. Im Jahr 1648 endete der Dreißigjährige Krieg.
Am 16. Oktober 1650 ließ Deichmann vom Weihbischof in Würzburg, Johann Melchior Söllner, zwei Altäre für die Stiftskirche einweihen. Durch die loyale Haltung des Propstes im Krieg erhielt Heidenfeld 1651 unter anderem das Gut Öttershausen als Lehen. Außerdem wurden die Chorherren vermehrt in der Seelsorge  eingesetzt und betreuten unter anderem die Pfarrei Großlangheim. Gleichzeitig setzten Wallfahrten zum Kloster ein, die wohl die Gebeine des Liborius Wagner zum Ziel hatten.
Am 15. Dezember 1636 waren die sterblichen Überreste des Märtyrers nach Heidenfeld gekommen. 1654 setzte der Papst eine Kommission ein, die das heiligmäßige Leben des Wagner untersuchen sollte. Deichmann war selbst Zeuge der Folter des Liborius gewesen und wurde angehört. Zugleich verbesserte Propst Andreas die Exerzitien und die Klosterdisziplin, sodass bald der Spruch kursierte: „Wer den Probst zu Heidenfeldt mehr förchtet als Gott, ist nicht nutz“.
Im Jahr 1664 erhielt der Propst von Papst Alexander VII. das Privileg, die Mitra und andere bischöfliche Insignien wie die Inful zu tragen. Deichmann wurde im gleichen Jahr von Fürstbischof Johann Philipp von Schönborn neu geweiht und von seinen Untertanen empfangen. In seinen letzten Lebensjahren stellten ihm die Chorherren den Coadiutor Georg Bauer, später selbst Propst, zur Seite. Andreas IV. Deichmann starb am 1. Februar 1673.